# Lančana reakcija polimerazom
Lančana reakcija polimerazom poznata i pod engleskom kraticom PCR (polymerase chain reaction) metoda je koja omogućuje kopiranje DNK dijelova pomoću enzima DNK polimeraze. Ovom metodom se klonira 
DNK bez potrebe za živim stanicama. Metodu je 1983. razvio američki biokemičar Kary Mullis za koju je 1993. dobio Nobelovu nagradu za kemiju.
Bit kloniranja DNK je u izolaciji jednog lanca DNA iz složene smjese molekula DNK. Kloniranje je postiglo velike korake u razumijevanju sastava i funkcije gena i genoma. Klasično kloniranje ima veliki nedostatak, naime je izuzetno dugotrajno i tehnički zahtjevno. Klasično kloniranje fragmenata DNK može potrajati nekoliko dana, jer su za umetanje u vektor kloniranja potrebne opsežne promjene DNK. Nakon ove faze slijedi prijenos vektora u stanicu domaćina, a kasnije i odabir odgovarajućih rekombinanta. PCR usavršava kloniranje dopuštajući pročišćavanje određenog fragmenta DNK u samo nekoliko sati. Ipak, PCR ima određena ograničenja. Što je najvažnije, moramo znati barem jedan dio fragmenta koji želimo klonirati.
Kopiranje segmenata DNK vrši se korištenjem dvije kratke molekule DNM koje su komplementarne početnom i završnom dijelu segmenta koji se kopira, dodavanjem enzima, fiziološke otopine i deoksiribonukleotida (blokovi DNK). Reakcija se odvija u lancu; odnosno ponavljamo nekoliko puta. Sa svakom ponavljanjem broj kopija pomnoženog odjeljka eksponencijalno se povećava; tako se nakon 20 ponavljanja reakcije teoretski može dobiti više od 1 milijun kopija iz 1 kopije DNK. Temperatura reakcije mora se kontrolirati na kontroliran način. Da bi se kratke molekule DNK (početni oligonukleotidi) vezale za matricu koju želimo umnožiti, potrebno je da je matrica u jednolančanom obliku (DNK je obično dvolančana molekula), a to se postiže kratkotrajnim zagrijavanjem DNK na 92 °C. ili više (ovaj stupanj naziva se denaturacija DNK). Da bi se početni oligonukleotidi prilijepili na uzorak, temperatura se mora ponovno spustiti (na 37 °C – 55 °C), a zatim ponovno prilagoditi uvjetima koji su optimalni za djelovanje DNK polimeraze.
Nekoliko godina nakon što je Mullis opisao PCR metodu, drugi su je autori usavršili uporabom polimeraze Escherichia coli (koja ima optimalnu radnu temperaturu od 37 °C i razgrađuje se pri visokim temperaturama denaturacije) umjesto DNA polimeraze. bakterija Thermus aquaticus, pronađena u vrućim izvorima u američkom nacionalnom parku Yellowstone. Ova polimeraza je termostabilna: optimalno djeluje na 72 °C i može podnijeti kratkotrajno zagrijavanje iznad 90 °C. Stoga više nije bilo potrebno dodavati svježi enzim u svaki ciklus, što je omogućilo automatizaciju postupka.
PCR se izvodi u precizno programabilnim termostatima. Možemo odrediti temperature, trajanje inkubacije, broj ponavljajućih ciklusa i slično. Reakcije se izvode u količinama od 20 μl do 100 μl. U klasičnoj izvedbi, koja je i dalje najčešća, proizvodi se analiziraju elektroforezom u agaroznom gelu nakon završetka reakcije. Novija implementacija, PCR u stvarnom vremenu, omogućuje praćenje količine nastalog proizvoda u stvarnom vremenu i stoga je brža, ali omogućuje i kvantificiranje određene DNK u početnom uzorku.

## Vanjske poveznice
- Flash-Animacija PCR (engl.)
- Stranica o aspektima real-time PCR i real-time RT-PCR (engl.)
- Lančana reakcija polimeraze (PCR) u dijagnostici zaraznih bolesti